# Ouvrage du Pas-du-Roc

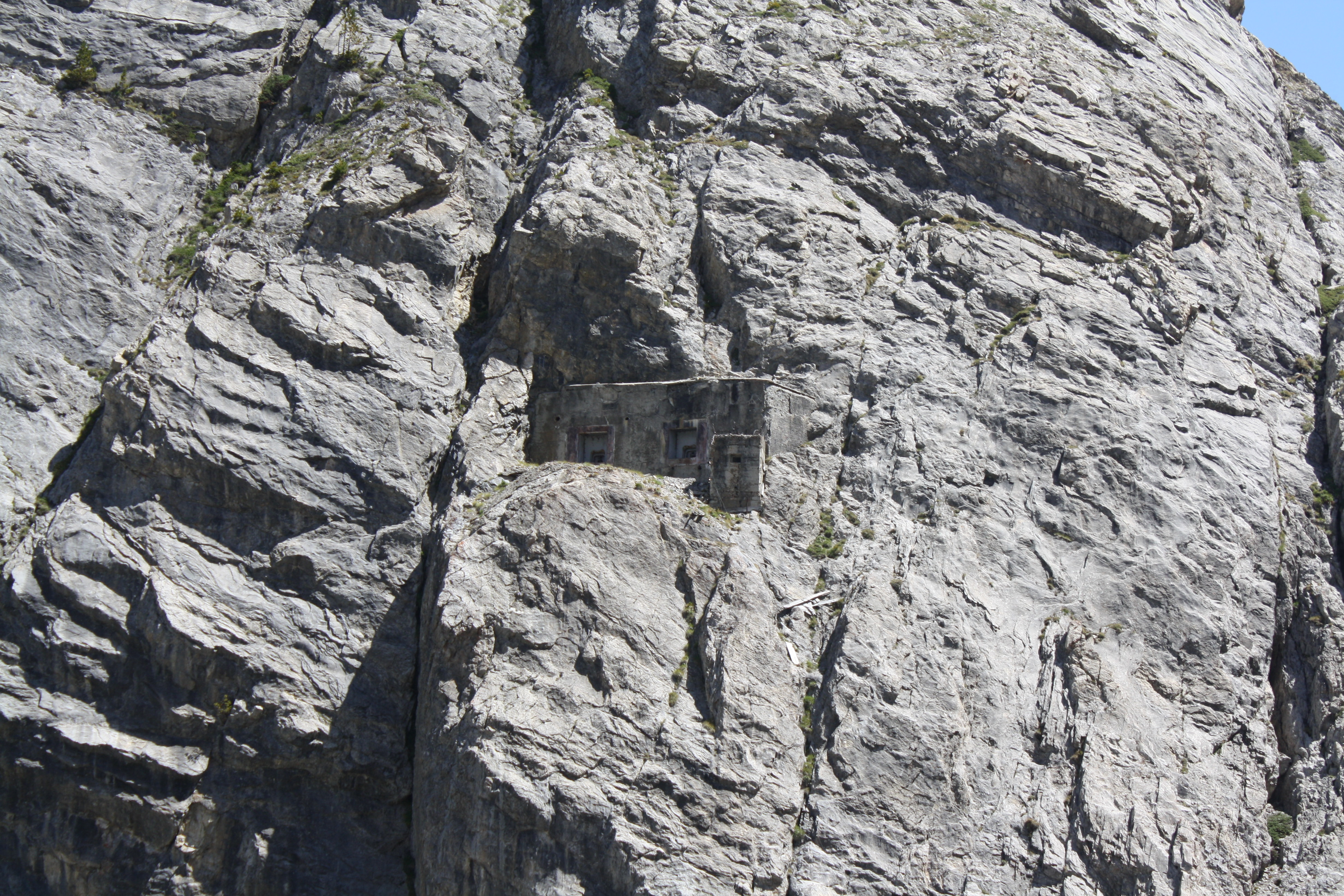
Bloc 3, vue depuis la route d'accès, la position pour arme d'infanterie rajoutée sur la corniche devant la façade du bloc lui-même de l'ouvrage du Pas du Roc

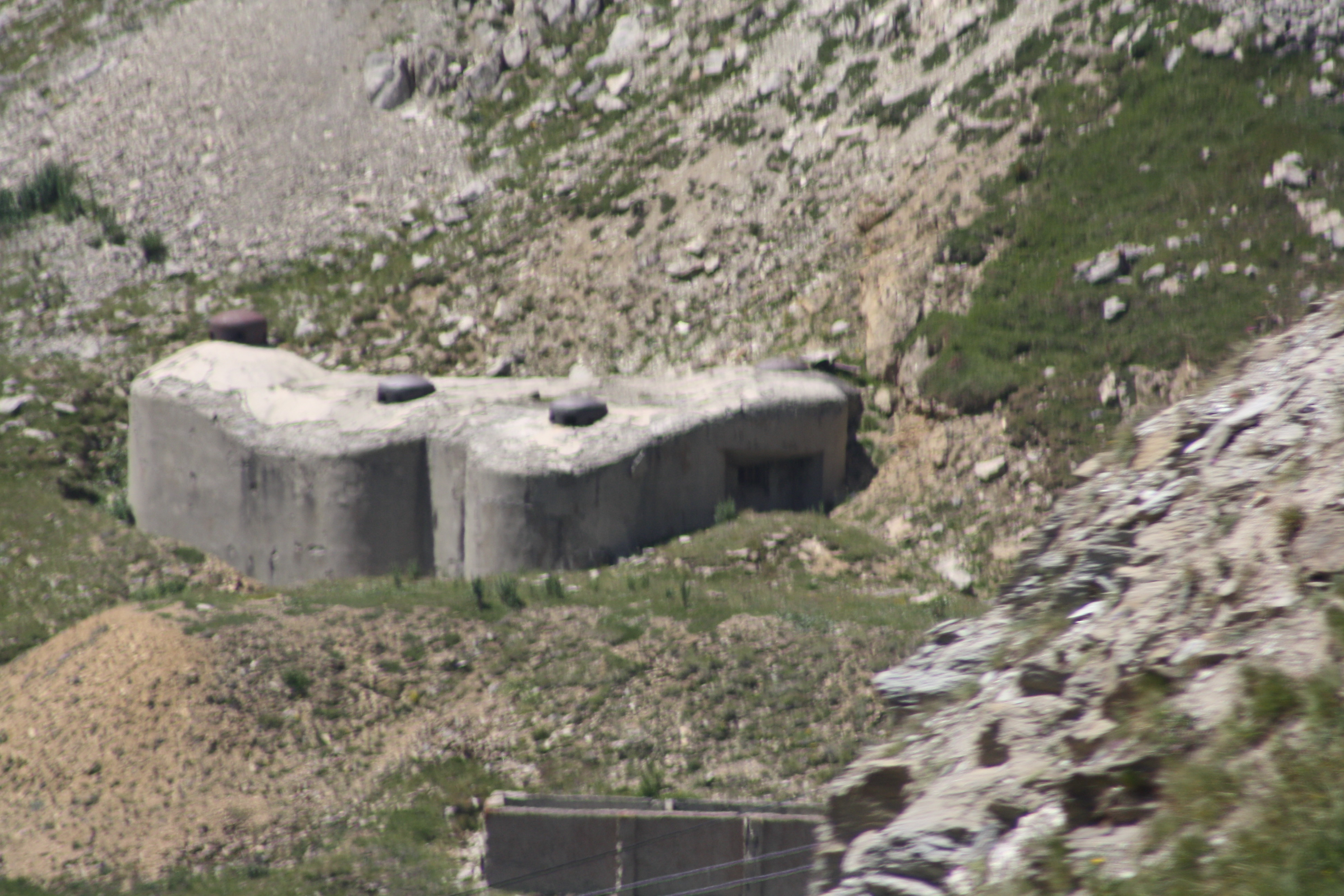
Vue générale du bloc 1 de l'ouvrage du Pas du Roc

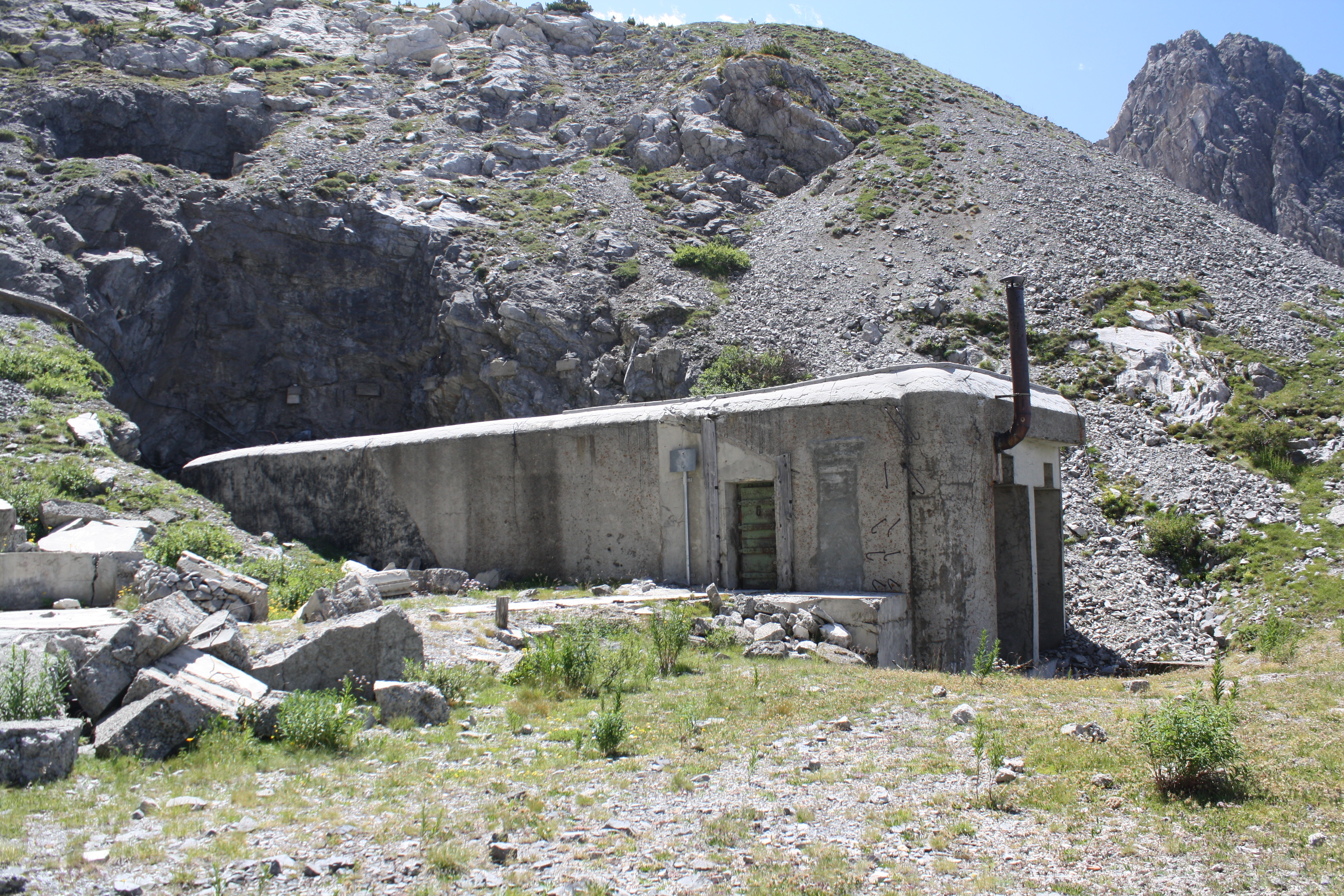
L'entrée vue du côté de l'entrée téléphérique de l'ouvrage du Pas du Roc

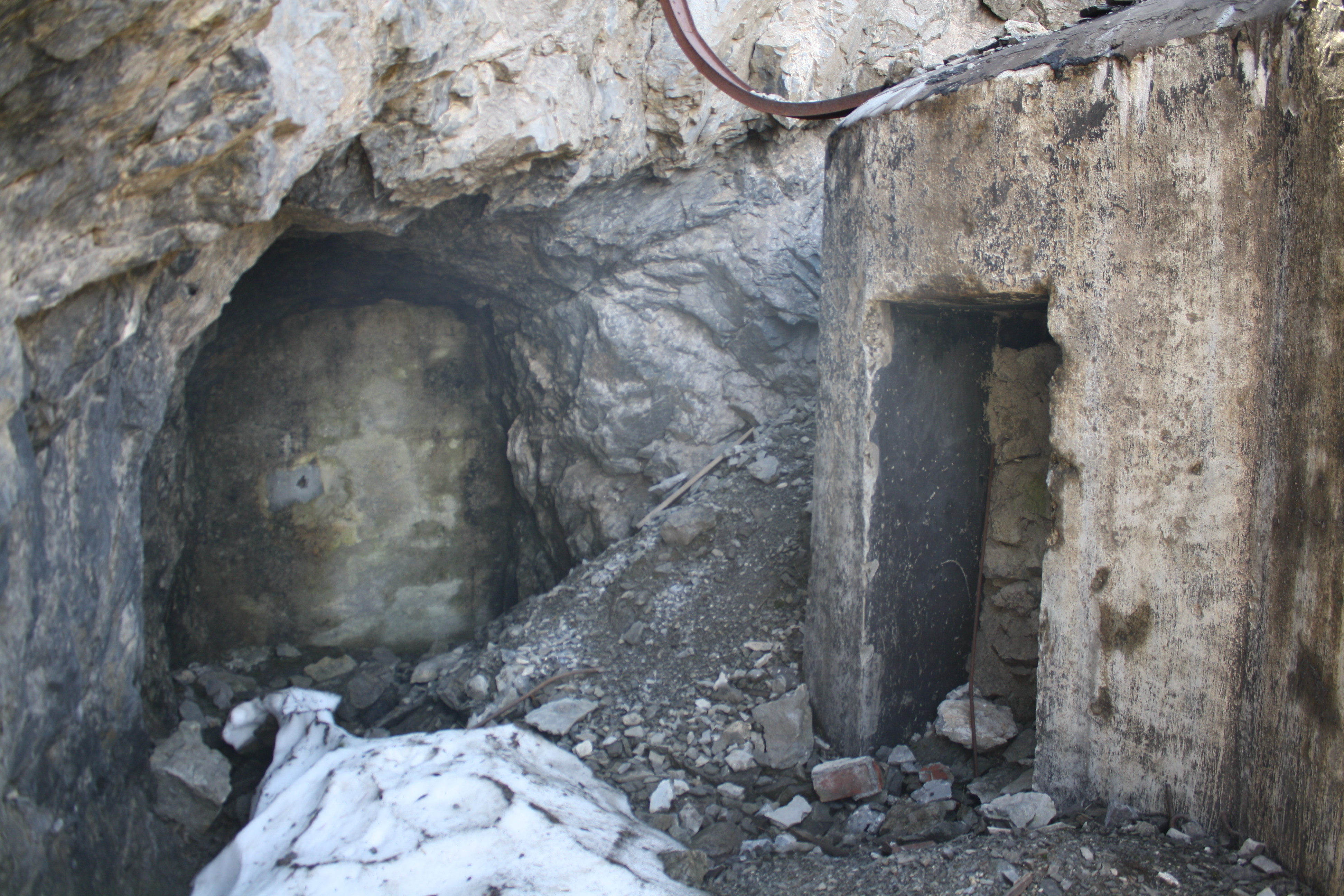
L'entrée de l'ouvrage du Pas du Roc

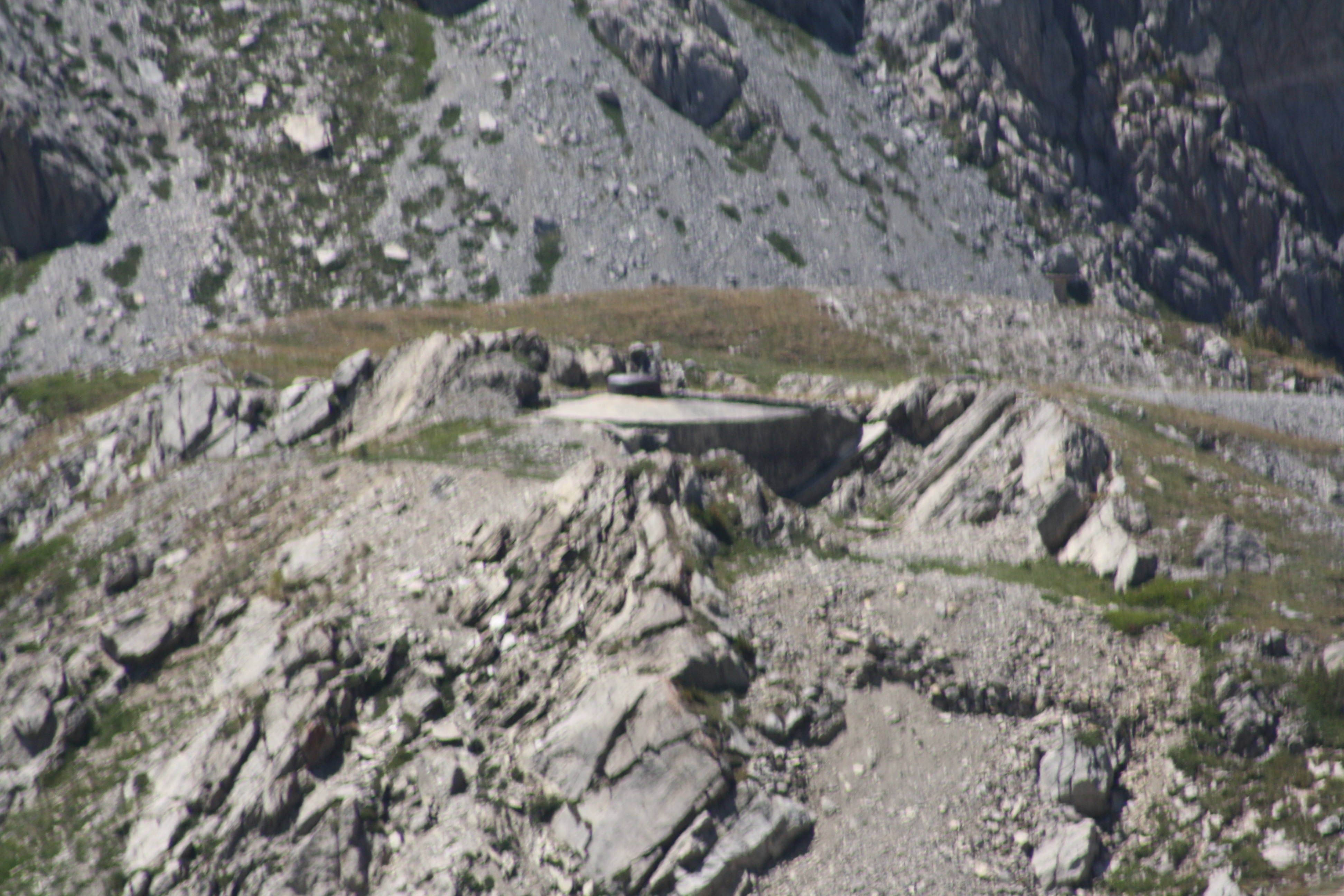
Vue générale du bloc 2 de l'ouvrage du Pas du Roc

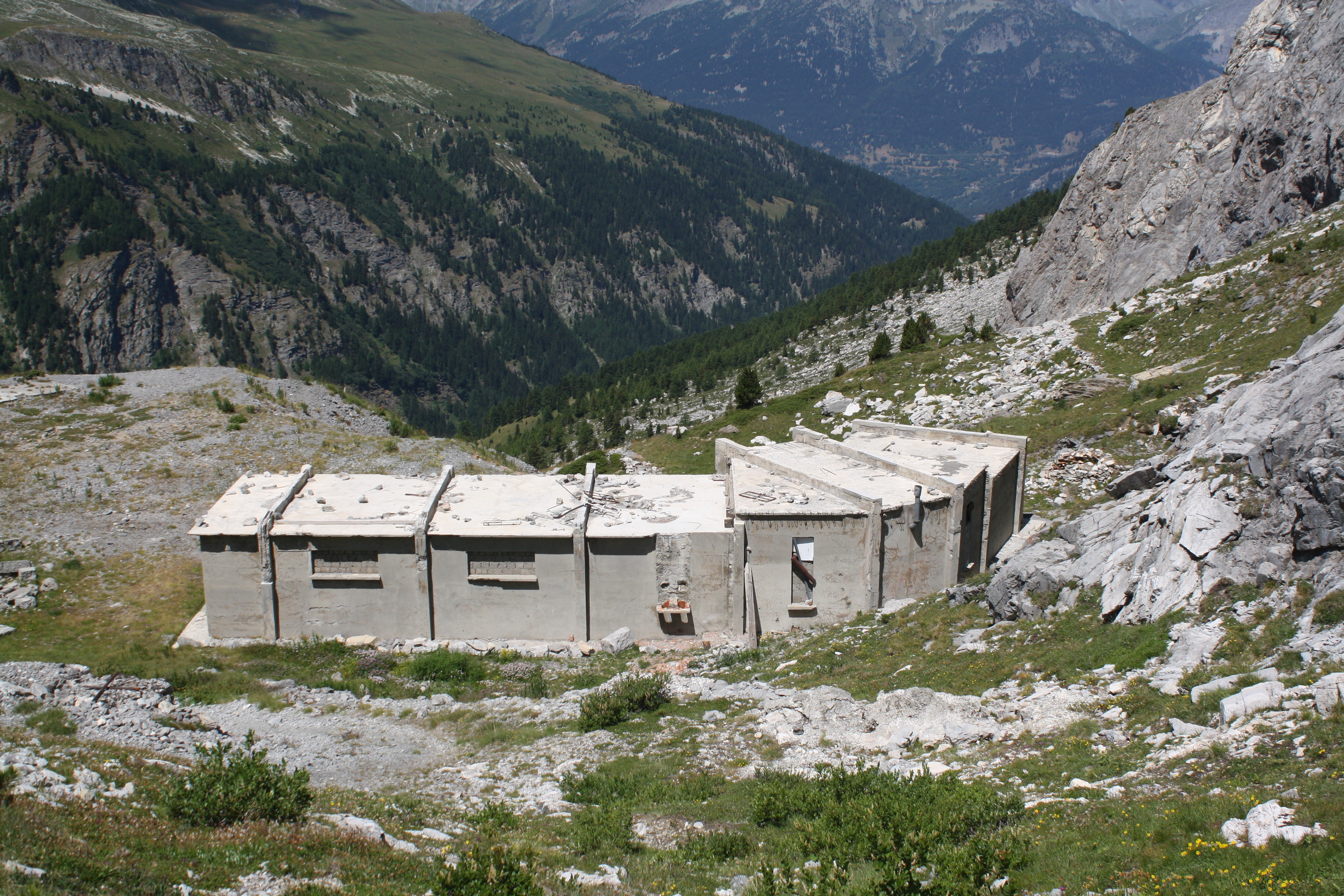
Le casernement de paix de l'ouvrage du Pas du Roc

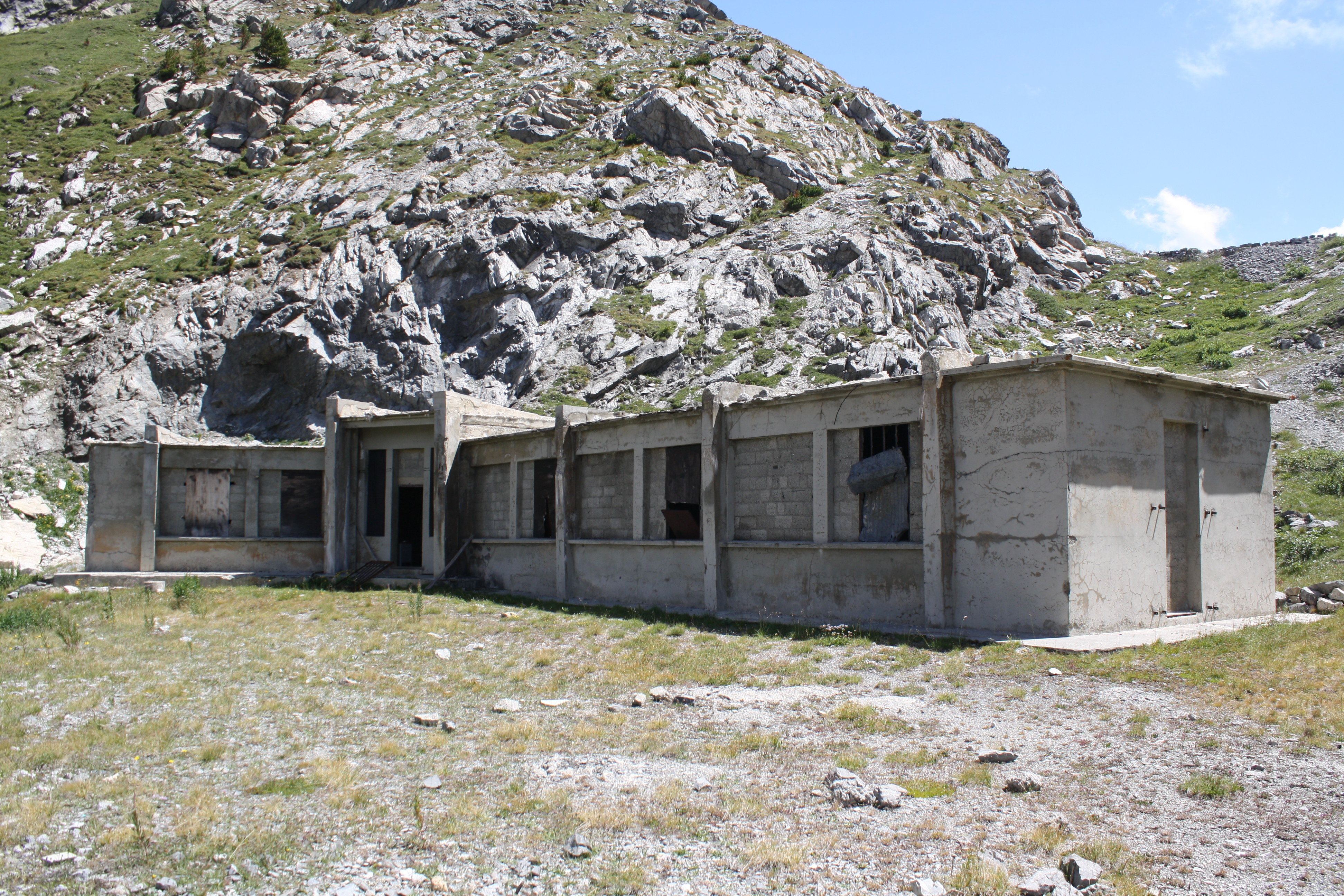
Le casernement de paix de l'ouvrage du Pas du Roc (2)

L'ouvrage du Pas-du-Roc est une fortification faisant partie de la ligne Maginot, située sur la commune de Modane dans le département de la Savoie.
Il s'agit d'un ouvrage d'artillerie servant à interdire, avec son voisin l'ouvrage du Lavoir, le débouché du col du Fréjus. Bombardé par l'artillerie italienne en juin 1940, puis utilisé par les troupes allemandes pendant l'hiver 1944-1945, il appartient à plusieurs particuliers qui l'auraient racheté dans les années 2000-2004.

## Description

### Position sur la ligne
L'ouvrage fait partie du secteur fortifié de la Savoie, dans le sous-secteur chargé de la défense de la vallée de la Maurienne. Les fortifications doivent y bloquer les deux routes d'accès : celle passant par le col du Mont-Cenis, et celle par le col du Fréjus. Il y a d'abord une ligne d'avant-postes, très proche de la frontière franco-italienne, avec derrière elle la « ligne principale de résistance », composées d'ouvrages bétonnés plus puissants. Le passage par la route du Fréjus était défendu par les fortifications du « quartier des Cols Sud » (une subdivision du sous-secteur) : il s'agit des avant-postes de Vallée-Étroite, de la Roue et du Fréjus, avec juste derrière eux les ouvrages du Lavoir, du Pas-du-Roc et d'Arrondaz, ces trois ouvrages pouvant se couvrir mutuellement grâce à leur armement.
L'ouvrage du Pas-du-Roc est aménagé sur et sous un petit relief dominant le pas du Roc, un col à 2 323 mètres d'altitude, entre le Petit Argentier (dont le sommet atteint les 2 572 m) et la crête de l'Arrondaz (2 599 m), passage emprunté par la route descendant du col du Fréjus. L'entrée de l'ouvrage se trouve à 2 342 mètres d'altitude, tandis que l'observatoire a été construit au sommet, à 2 385 mètres.

### Souterrains
Comme tous les autres ouvrages de la ligne Maginot, celui du Pas-du-Roc est conçu pour résister à un bombardement d'obus de gros calibre. Les organes de soutien sont donc aménagés en souterrain, creusés sous plusieurs mètres de roche, tandis que les organes de combat, dispersés en surface sous forme de blocs, sont protégés par d'épais cuirassements en acier et des couches de béton armé. L'ouvrage n'a pas été achevé.
Une galerie principale relie l'entrée à l'usine, la caserne et les blocs de combat. Cette galerie est équipée d'une voie ferrée étroite de 60 cm où roulent des wagonnets poussés à bras (les caisses d'obus font de 80 à 105 kg). Juste après l'entrée de plain-pied, trois travées parallèles à la galerie principale abritent d'un côté l'usine (produisant l'électricité pour le téléphérique, l'éclairage, les plans inclinés et le chauffage) avec ses réservoirs de gazole et d'eau (les deux travées à l'ouest) et de l'autre côté la cuisine (inachevée, la cuisinière a été installée dans l'usine) et les réserves de nourriture (la travée à l'est). Le casernement de temps de guerre (en temps de paix le casernement se fait en surface) est aménagé le long de la galerie principale, avec successivement le système de ventilation (il n'y a pas de filtre à air), l'infirmerie, les chambrées des hommes de troupe, la chambre des sous-officiers, les lavabos, les toilettes, les deux chambres des officiers, la chambre du commandant, le poste de commandement et le central téléphonique. L'accès aux blocs de combat se fait par des plans inclinés ascendant (qui n'ont pas tous été équipé de leur treuil électrique).
Seuls deux des quatre groupes électrogènes ont été livrés, composés chacun d'un moteur Diesel Als.Thom de 54 chevaux, couplé à un alternateur Alsthom délivrant une puissance électrique de 48 kW. Un groupe auxiliaire CLM 1 PJ 65 de 8 chevaux. Ces groupes ne devaient servir qu'en cas de coupure du courant, fournit par une ligne aérienne depuis Modane. L'évacuation des gaz se faisait par une cheminée (non bétonnée, laissée à l'état d'un trou béant).
L'alimentation en eau (nécessaire pour refroidir les groupes électrogènes et les armes, ainsi que pour la boisson de l'équipage) est assuré par une source captée à 500 mètres de l'ouvrage, reliée par une conduite enterrée. Quatre grosses citernes métalliques permettent le stockage : 56 000 litres pour l'eau de refroidissement et 90 000 litres d'eau potable ; ces réserves sont complétés par deux autres citernes pour 35 000 litres de gazole et deux bacs avec 2 000 litres d'huile moteur, soit de quoi tenir deux ou trois mois sans ravitaillement. L'eau réchauffée par les moteurs permet le fonctionnement du chauffage central, complété par une chaudière au charbon dans le bloc d'entrée et par des radiateurs électriques dans tous les locaux.

### Blocs
En surface, les cinq blocs sont dispersés pour réduire leur vulnérabilité aux bombardements. Chaque bloc de combat dispose d'une certaine autonomie, avec ses propres magasins à munitions (le M 3 près des armes, le M 2 juste avant l'accès au bloc), sa salle de repos, son PC, ainsi que son système de ventilation. Étant donné que les positions de mise en batterie pour de l'artillerie lourde sont rares en montagne, le niveau de protection est moins important que dans le Nord-Est (les ouvrages construits en Alsace, en Lorraine et dans le Nord). Dans le Sud-Est (les Alpes), les dalles des blocs font 2,5 mètres d'épaisseur (théoriquement à l'épreuve de deux coups d'obus de 300 mm), les murs exposés 2,75 m, les autres murs, les radiers et les planchers un mètre. L'intérieur des dalles et murs exposés est en plus recouvert de cinq mm de tôle pour protéger le personnel de la formation de ménisque (projection de béton à l'intérieur, aussi dangereux qu'un obus).
L'ensemble des blocs est théoriquement protégé par des fusils mitrailleurs installés dans les différents créneaux et cloches, se soutenant mutuellement. Ces fusils mitrailleurs (FM) étaient chacun protégé par une trémie blindée et étanche (pour la protection contre les gaz de combat). Ils tirent la cartouche de 7,5 mm à balle lourde (modèle 1933 D de 12,35 g au lieu de 9 g pour la modèle 1929 C). Ces FM étaient des MAC modèle 1924/1929 D, dont la portée maximale est de 3 000 mètres, avec une portée pratique de l'ordre de 600 mètres. L'alimentation du FM se fait par chargeurs droits de 25 cartouches, avec un stock de 14 000 par cloche GFM, 7 000 par FM de casemate et 1 000 pour un FM de porte ou de défense intérieure. La cadence de tir maximale est de 500 coups par minute, mais elle est normalement de 200 à 140 coups par minute,.
Le bloc d'entrée est une entrée mixte comprenant une porte blindée d'où on rejoint la route d'accès (la route stratégique du Fréjus, ouverte en 1891), ainsi qu'une recette haute de téléphérique (reliée à Pont Nuaz, à 1 774 m d'altitude, sur la route menant du Charmaix au Lavoir). Ce dernier fonctionne grâce à un moteur électrique alimenté par l'usine de l'ouvrage, remplacé en temps de paix (ou en cas d'avarie) par un moteur CLM 285 de 32 chevaux installé dans l'entrée mixte. Le bloc n'est pas terminé et son armement n'a pas été installé (trois créneaux pour fusil mitrailleur et une cloche GFM).
Le bloc 1 est une casemate d'infanterie aménagée sur le versant oriental. Il est équipé d'un créneau pour un jumelage de mitrailleuses tirant vers le col d'Arrondaz, avec sur le dessus deux cloches JM pointées vers le vallon du col de Fréjus. Sa défense rapprochée devait être assurée par une cloche GFM (pour « guetteur et fusil mitrailleur »), un créneau FM et une cloche lance-grenades (non armée). Les terrassements n'ont pas été terminés. Les mitrailleuses étaient des MAC modèle 1931 F, montées en jumelage (JM) pour pouvoir tirer alternativement, permettant le refroidissement des tubes. La portée maximale est théoriquement de 4 900 mètres (sous un angle de 45°, mais la trémie limite le pointage en élévation à 15° en casemate), la hausse est graduée jusqu'à 2 400 mètres et la portée utile est plutôt de 1 200 mètres. Les chargeurs circulaires pour cette mitrailleuse sont de 150 cartouches chacun, avec un stock de 50 000 cartouches pour chaque jumelage. La cadence de tir théorique est de 750 coups par minute, mais elle est limitée à 450 (tir de barrage, avec trois chargeurs en une minute), 150 (tir de neutralisation et d'interdiction, un chargeur par minute) ou 50 coups par minute (tir de harcèlement, le tiers d'un chargeur). Le refroidissement des tubes est accéléré par un pulvérisateur à eau ou par immersion dans un bac.
Le bloc 2 est un observatoire aménagé au sommet, avec une cloche observatoire VDP (à « vue directe et périscopique »), ayant comme indicatif O 3.
Le bloc 3 est une casemate d'artillerie, avec deux créneaux pour obusier de 75 mm modèle 1931 (chacun peut théoriquement tirer jusqu'à une distance de 12 km à la cadence de 12 à 13 coups par minute), pointés selon des axes légèrement croisés vers le nord-ouest (pour un tir en flanquement croisé avec les canons du bloc 1 de l'ouvrage du Lavoir) et ayant la particularité unique de déboucher directement dans la falaise rocheuse bordant la position à l'ouest. La défense rapprochée est confiée à une guérite bétonnée pour fusil mitrailleur (FM), couvrant le balcon rocheux, accessible seulement depuis la sortie de secours du bloc.
Le bloc 4 est une casemate d'artillerie sur le versant nord-ouest, avec deux créneaux pour mortier de 81 mm modèle 1932 (cadence de 12 à 15 coups par minute à une portée maximale de 3 600 m) tirant vers le nord-est (le col d'Arrondaz), deux autres créneaux pour le même type de mortiers tirant à contre-pente vers le sud-est (en direction du col de Fréjus), un créneau pour un mortier de 50 mm (cas unique sur la ligne), une cloche GFM, deux créneaux pour FM, un fossé diamant et une sortie de secours,.

## Histoire

### Construction
L'avant-projet de l'ouvrage, examiné par la Commission d'organisation des régions fortifiées (CORF), date du 29 décembre 1931. Une quatrième casemate était prévue (appelée C 4 sur le plan, le C 1 correspondant au bloc 4, le C 2 au bloc 3 et le C 3 au bloc 1), pour abriter deux mortiers de 75 mm modèle 1931 tirant vers le col de Fréjus, mais le bloc fut repoussé en 2e cycle et jamais construite.
Les travaux de construction sont dans un premier temps réalisés par la société Proven (Société provençale des travaux publics), mais l'altitude freine son avancement : l'enneigement interdit de travailler la moitié de l'année. Lors de la mise sur pied de guerre en août 1939, les ouvriers de l'entreprise sont mobilisés sur place ; la poursuite du chantier est désormais confiée à la main-d'œuvre militaire, plus précisément des détachements des 71e et 81e BAF encadrés par des hommes du 4e génie (le commandement est attribué à un officier de ce régiment : le capitaine Chanson). Le bloc 1 est coulé en trois fois en septembre-octobre 1939, mais le temps a manqué pour la pose des rocailles. À partir du 25 octobre 1939, le ravitaillement se fait uniquement par le téléphérique, la route d'accès étant bloquée par la neige. La construction a coûté environ dix millions de francs (valeur de décembre 1936).
Le commandant de l'ouvrage était le capitaine Chanson : c'est le seul officier du génie à avoir commandé un ouvrage Maginot. En juin 1940, au déclenchement des hostilités avec le royaume d'Italie, l'ouvrage n'est pas encore terminé. Les canons sont opérationnels, mais servis dans des conditions un peu précaires par les artilleurs de la 54e batterie du 164e RAP. Comme pour les autres ouvrages d'artillerie, la garnison (à l'époque on parle d'équipage) est interarmes, composée de fantassins, d'artilleurs et de sapeurs.

### Combats de juin 1940
Pendant la bataille des Alpes, les mortiers du bloc 4 arrosent les axes de passage ainsi que les troupes italiennes avec un total de 1 762 obus, dont 1 608 rien que le 24 juin. L'artillerie adverse pilonne l'ouvrage à partir du 21 juin, visant notamment le bloc 1 ; le câble du téléphérique (de 25 mm de diamètre) est sectionné par un éclat d'obus. Dans la nuit du 23 au 24 juin, en plein brouillard, l'infanterie italienne est annoncée sur l'ouvrage, d'où le déclenchement des tirs des ouvrages voisins (du Lavoir, du Sapey et d'Arrondaz) ainsi que des batteries de l'artillerie de position, complétés par une sortie d'une partie de l'équipage qui ne trouve rien sur les dessus.
L'ouvrage est désarmé puis évacué entre la fin du mois de juin et le début de juillet 1940, en application de l'armistice du 24 juin 1940, car l'ouvrage se trouve dans la zone démilitarisée qui longe la petite zone d'occupation italienne en France (comme tous les ouvrages du Sud-Est).

### Combats de 1944-1945
Le 13 septembre 1944, alors que les troupes allemandes sont repoussés de Modane et du fort du Sapey par la 2e division d'infanterie marocaine, des détachements FFI s'emparent facilement de l'ouvrage, qui est repris par une contre-attaque allemande. Il sert ensuite d'abri et d'observatoire aux troupes allemandes, jusqu'à leur repli en avril 1945.

### Après-guerre
L'ouvrage est remis en état opérationnel pendant les années 1950 dans le cadre de la guerre froide. Il est désarmé et abandonné dans les années 1970. Dans les années 1990, le téléphérique est démonté.